# Atia Islam Anne
Atia Islam Anne (Dacca, 1962) est une peintre bangladaise connue pour son travail sur les regrets, les besoins, le désespoir et la frustration des femmes et, plus largement, la violence contre les femmes. Elle fait partie d'un mouvement de femmes artistes dont le travail féministe est devenu plus populaire dans les années 1990 au Bangladesh.

## Biographie

### Jeunesse et formation
Atia Islam Anne naît en 1962 à Dacca, la capitale du Bangladesh.
En 1982, Atia Islam Anne obtient un Bachelor of Fine Arts en dessin et peinture de la faculté des Beaux-Arts (en) de l'Université de Dacca, puis en 1985, un Master of Fine Arts en dessin et peinture de la même université, après avoir étudié la gravure auprès de l'artiste canadien A. K. M. Alamgir, à l'Académie Shilpakala du Bangladesh (en),.

### Carrière
L'œuvre d'Atia Islam Anne est considéré comme un « témoignage d'une nouvelle prise de conscience parmi les femmes artistes du Bangladesh », en particulier sa série Women and Society (« Femmes et société ») comme une satire du mythe masculin dominant et simultanément une attaque contre le système patriarcal, dans lequel les femmes sont considérées uniquement comme des objets sexuels,. Elle aborde dans ses œuvres les regrets, les besoins, le désespoir et la frustration des femmes et, plus largement, la violence contre les femmes. Aux côtés d'artistes comme Dilara Begum Jolly, Kanak Chanpa Chakma, Fareha Zeba, Niloofar Chaman, Nazlee Laila Mansur et Murshida Arzu Alpana, Anne fait partie d'un mouvement de femmes artistes dont le travail féministe est devenu plus populaire dans les années 1990 au Bangladesh,.
Les œuvres d'Atia Islam Anne sont surréalistes et ont une touche de fantaisie, teintée d'ironie et d'humour. Son travail met en lumière les conditions tragiques engendrées par la mauvaise gouvernance et les abus de pouvoir, avec un message clair de critique sociale tout au long de l'ouvrage.
Depuis 1981, le travail d'Anne est présenté dans plus de 60 expositions collectives en Chine, aux États-Unis, en Inde, au Royaume-Uni, en France, au Myanmar et au Bangladesh.
Anne fait partie du jury de plusieurs compétitions d'art : Independence Day Art Competition (Bangladesh Shishu Academy, 1992), Victory Day Art Competition (Shurovi, Dacca, 1996) et Art Competition (British Council, Dacca, 2003).
En 2009, elle tient une exposition personnelle intitulée « Inauspicious Time », à la Bengal Gallery of Fine Arts, décrite comme « une satire du mythe de l'homme dominant et une attaque contre la vacuité du système patriarcal où les femmes sont toujours des objets sexuels ».

## Expositions notables
- 2000 : Woman & Society (individuelle), Gallery 21, Dacca (Bangladesh)[8],[2],[3]
- 2002 : 
  - Dacca-Paris-Chatillon, Contemporary Painting Exhibition, Paris (France)[8],[2]
  - Shikor O Phool, dans : Art South Asia Exhibition of Bangladesh, Gallery Oldham, Manchester (Royaume-Uni)[8],[2],[9]
- 2003 : Asian Art Biennale Bangladesh, Académie Shilpakala du Bangladesh (en), Dacca[10]
- 2006 :
  - Asian Art Biennale Bangladesh, Académie Shilpakala du Bangladesh, Dacca[11]
  - The Other Voice, exhibition of 21 women artists, Bengal Gallery of Fine Arts, Dacca 2006[12]
- 2008 : Faces of Feminine Expressions from Bangladesh, Gallery Akar Prakar, Calcutta (Inde)[8],[2]
- 2009 : Inauspicious Time (individuelle), Bengal Gallery of Fine Arts, Dacca[8],[2],[7]
- 2014 : Dhaka Art Summit, Dacca[13]

## Conservation
Les œuvres d'Atia Islam Anne sont notamment conservées au musée national du Bangladesh, à l'Académie Shilpakala du Bangladesh (en), à la Bengal Foundation (en) et à la galerie Oldham, à Londres,.